# Libéraux-démocrates (Italie)
Ne doit pas être confondu avec Pacte des libéraux-démocrates.
Pour les articles homonymes, voir Parti libéral démocrate.
Les Libéraux-démocrates sont un petit parti politique centriste italien, issu de l'aile modérée de la Marguerite refusant la fusion du centre-gauche chrétien avec les Démocrates de gauche, majoritairement ex-communistes, au sein du Parti démocrate.

## Présentation
Conduits par l'ancien président du Conseil Lamberto Dini (dont les initiales sont celles du nouveau parti), les Libéraux-démocrates ont choisi de rompre avec l'ancienne majorité de Romano Prodi. Ils se présenteront aux élections politiques de 2008 sous la bannière du Peuple de la liberté, de Silvio Berlusconi (qui leur a réservé trois places de députés et une de sénateur pour Lamberto Dini, élus).
Mais le sénateur Dini et un député rejoignent directement Forza Italia en 2008. Lamberto Dini les quitte en 2008 quand le parti refuse de confluer dans le Peuple de la liberté, lancé par Berlusconi. En votant contre la loi de finances gouvernementale, le parti de fait rejoint le centre-gauche. Dirigé par Daniela Melchiorre, il se présente seul aux élections européennes de 2009 (sous le nom LD con Melchiorre, avec sur ses listes des représentants du MAIE sud-américain) : il n'obtient que 71 203 voix (0,23 %), très loin du seuil de 4 % pour être représenté. C'est la liste avec le moins de voix de cette élection.
Aux élections régionales de 2010, ils décident d'adhérer en tant que Libéraux-démocrates pour le Renouveau à l'Union de centre, en participant ainsi avec la Constituante du Centre, en se voulant modérés plus que démocrates chrétiens.
Le 14 septembre 2010, Melchiorre et son parti décident de ne pas voter la confiance au gouvernement. Le 2 décembre 2010, ils signent avec FLI, UDC, API et MPA, une motion de défiance à l'égard de Silvio Berlusconi et ils votent cette défiance le 14 décembre. Le 15 décembre Melchiorre annonce leur confluence au sein d'un « Pôle de la nation », comprenant également le PLI et le PRI de Giorgio La Malfa. À la suite de la défection de Maurizio Grassano, devenu membre de l'Initiative responsable, les LibDem constituent une composante commune avec le républicain La Malfa.
Le 5 avril 2011, les deux députés LibDem restants, Melchiorre et Tanoni, de même qu'Aurelio Misiti votent en faveur de la majorité gouvernementale à l'occasion du prétendu « conflit d'attribution » du scandale du Rubygate. Ce faisant ils quittent le Nouveau Pôle pour l'Italie et l'opposition. Le 5 mai, Daniela Melchiorre est nommée secrétaire d'État au Développement économique mais dès le 26 mai, elle démissionne en précisant ne s'être jamais installée au sein du gouvernement.